# Seznam knih série Horizonty
Toto je seznam knih série Horizonty. Horizonty (ve francouzském originále Découvertes Gallimard) je knižní série vytvořená v nakladatelství Gallimard v listopadu 1986. V Česku vyšly knihy v nakladatelství Slovart.

## Seznam knih
| Český název                                | Původní název                                         | Autor                  | Překladatel                     | Rok vydání |
| ------------------------------------------ | ----------------------------------------------------- | ---------------------- | ------------------------------- | ---------- |
| Písmo – paměť lidstva                      | L’écriture, mémoire des hommes                        | Georges Jean           | Hana Tomková                    | 1994       |
| Inkové – národ Slunce                      | Les Incas : Peuple du Soleil                          | Carmen Bernandová      | Jaroslava Rauschová             | 1994       |
| Čarodějnice – ďáblovy nevěsty              | Les sorcières, fiancées de Satan                      | Jean-Michel Sallmann   | Pavla Kováčová                  | 1994       |
| Zlatá horečka                              | La fièvre de l’or                                     | Michel Le Bris         | Blanka Neužilová                | 1994       |
| Sigmund Freud – tragédie nepochopení       | Sigmund Freud : « Un tragique à l’âge de la science » | Pierre Babin           | Eva Brdičková                   | 1994       |
| Gándhí – síla pravdy                       | Gandhi : Athlète de la liberté                        | Catherine Clémentová   | Hana Večerková, Robin Heřman    | 1994       |
| Egypt znovu nalezený                       | À la recherche de l’Égypte oubliée                    | Jean Vercoutter        | Jitka Minaříková                | 1995       |
| Zrození Řecka – od králů k městským státům | La Naissance de la Grèce : Des Rois aux Cités         | Pierre Lévêque         | Hana Večerková, Eva Procházková | 1995       |
| Ježíš – nečekaný Bůh                       | Jésus : Le dieu inattendu                             | Gérard Bessière        | Hana Tomková                    | 1995       |
| Einstein – radost z myšlení                | Einstein : La joie de la pensée                       | Françoise Balibarová   | Jaroslav Tichý                  | 1995       |
| Křižáci v Orientu                          | L’Orient des Croisades                                | Georges Tate           | Jaroslava Rauschová             | 1996       |
| Muhammad – slovo Alláhovo                  | Mahomet, la parole d’Allah                            | Anne-Marie Delcambrová | Eliška Závodná                  | 1996       |
| Velké polární výpravy                      | Le grand défi des pôles                               | Bertrand Imbert        | Blanka Neužilová                | 1996       |
| Nebe – řád a chaos                         | Le ciel, ordre et désordre                            | Jean-Pierre Verdet     | Jiří Našinec, Oldřich Kalfiřt   | 1997       |
| Buddha – cesta probuzení                   | La sagesse du Bouddha                                 | Jean Boisselier        | Barbara Škopová                 | 1997       |